# Heinrich Dorn
Heinrich Ludwig Egmont Dorn (Königsberg, 14 novembre 1804 – Berlino, 10 gennaio 1892) è stato un direttore d'orchestra, compositore e giornalista tedesco.

## Biografia
Nacque a Königsberg (ora nota come Kaliningrad), dove studiò pianoforte, canto e composizione. Successivamente, studiò a Berlino con Ludwig Berger, Bernhard Klein e Carl Friedrich Zelter. La sua prima opera, Rolands Knappen, fu prodotta nel 1826 e fu un successo. In questo periodo, diventò co-editore della Berliner allgemeine Muzikzeitung.
Dorn divenne noto come direttore d'orchestra e ricoprì ruoli teatrali a Königsberg (1828), Lipsia (1829-1832), Amburgo (1832), Riga (1834-43) e Colonia (1844-8). Nel 1849 divenne co-direttore d'orchestra, con Wilhelm Taubert, dell'Opera di Corte (Hofoper) di Berlino, incarico che mantenne fino al 1869.
Dorn insegnò composizione a Clara Wieck e contrappunto al giovane Robert Schumann, futuro marito della donna. Fu amico di Franz Liszt. Fu un severo critico di Richard Wagner, ma fu persuaso a dirigere l'opera Tannhäuser, nel 1855. Scrisse anche un'opera Die Nibelungen, basata sulla Canzone dei Nibelunghi, nel 1853, molti anni prima che Wagner completasse il Ring des Nibelungen.

## Opere
- Spontini in Deutschland (Leipzig, 1830)
- Aus meinem Leben (Berlin, 1870–77)
- Das provisorische Statut der Königlichen Akademie der Künste in Berlin (Berlin, 1875)

## Composizioni
- Rolands Knappen (1826)
- Der Zauberer und das Ungetüm (1827)
- Die Bettlerin (1828)
- Abu Kara (c. 1831)
- Der Schöffe von Paris (1838)
- Das Banner von England (1841)
- Die Nibelungen (1854)
- Ein Tag in Russland (1856)
- Gewitter bei Sonnenschein (1865)
- Der Botenläufer von Pirna (1865)